# Otto Ernst Meyer

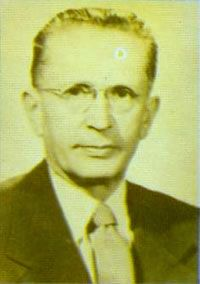
Ernst Otto Meyer, Gründer der VARIG.

Ernst Otto Meyer LaBastille (* 25. November 1897 in Hannover; † 1966 in Porto Alegre, Brasilien) war ein deutscher Auswanderer, der 1921 nach Brasilien ging. Nach amerikanischen Angaben stammt er von einem deutschen Vater und einer französischen Mutter mit haitianischen Wurzeln ab. Er ließ sich unter dem Namen Otto Ernst Meyer in Südamerika naturalisieren, war Gründer und erster Präsident der ehemals größten brasilianischen Fluggesellschaft VARIG.
Ernst Otto Meyer war im Ersten Weltkrieg Pilot an der Ostfront. Nach seiner Auswanderung nach Brasilien erkannte er schnell die Chancen der Luftfahrt im großräumigen Brasilien und errichtete das Unternehmen Viação Aérea do Rio Grandense, S.A. in Porto Alegre mit einem Aktienkapital von 1000 Contos de Réis (500.000 Reichsmark). Die Lufthansa-Tochter Condor Syndikat brachte für 20 Prozent der 5000 Aktien das Acht-Tonnen-Flugboot Dornier-Wal „Atlantico“ in die Gesellschaft ein. Mit diesem Flugzeug begann der Transport von Postsäcken im Süden Brasiliens.
Der deutschstämmige Medizinstudent Ruben Martin Berta meldete sich 1927 auf eine Anzeige in der örtlichen Zeitung und wurde mit knapp 20 Jahren Meyers erster Mitarbeiter. Als dieser wegen des Zweiten Weltkriegs aus politischen Gründen Ende 1942 zurücktrat, wurde Ruben Berta kurze Zeit später sein Nachfolger und damit langjähriger Präsident der VARIG. Während des Zweiten Weltkriegs ging das Geschäft jedoch so zurück, dass Ruben Berta die VARIG nur durch den Verkauf seiner wertvollen Briefmarkensammlung retten konnte. Er gründete im Dezember 1945 die Ruben Berta-Stiftung, die die Beschäftigten der VARIG und deren Familien begünstigte. Im Laufe der Zeit erwarb die Stiftung 87 % des Grundkapitals der Fluggesellschaft.
Otto Ernst Meyer hatte eine Nichte in den USA, Anne LaBastille.

## Schriften
- Die Gesellschaft „Germania“ heute Sociedade „Independencia“ von Porto Alegre. Betrachtungen zu ihrer Geschichte aus Anlass der Jahrhundert-Feier 23.6.1955. Tipogr. Mercantil., Porto Alegre 1955